# Brati (plaats)
Brati is een bestuurslaag in het regentschap Pati van de provincie Midden-Java, Indonesië. Brati telt 3491 inwoners (volkstelling 2010).